# Ząbkowice Śląskie (công xã)
Thị trấn Ząbkowice ląskie là một Thị trấn đô thị-nông thôn (quận hành chính) ở quận Ząbkowice Śląskie, Lower Silesian Voivodeship, ở phía tây nam Ba Lan. Trung tâm của nó là thị trấn Ząbkowice ląskie, nằm khoảng 63 kilômét (39 mi)  phía nam thủ đô khu vực Wrocław.
Thị trấn có diện tích 146,88 kilômét vuông (56,7 dặm vuông Anh), và tính đến năm 2006, tổng dân số của nó là 23.162 (trong đó dân số Ząbkowice Śląskie lên tới 16.242, và dân số của vùng nông thôn của Thị trấn là 6,920).

## Thị trấn lân cận
Thị trấn Ząbkowice ląskie giáp với thị trấn Piława Górna và các Thị trấn của Bardo, Ciepłowody, Kamieniec Ząbkowicki, Niemcza, Stoszowice và Ziębice.

## Làng
Ngoài trung tâm Zabkowice Śląskie, các Thị trấn chứa các làng Bobolice, Braszowice, Brodziszów, Grochowiska, Jaworek, Kluczowa, Koziniec, Olbrachcice Wielkie, Pawłowice, Rakowice, Sadlno, Sieroszów, Siodłowice, Stolec, Strąkowa, Sulisławice, Szklary, Szklary -Huta, Tarnów và Zwrócona.